# Ciril Bernot
Ciril Bernot, slovenski biolog, * 7. februar 1900, Hinje, † 26. avgust 1961, Ljubljana.

## Življenje in delo
Diplomiral je 1926 iz biologije in 1927 iz geografije na ljubljanski Filozofski fakulteti. Po končanem študiju je poučeval na ženskem učiteljišču v Ljubljani in sodeloval pri pripravi zemljepisnega atlasa za srednje šole. Med vojno je bil interniran v Italiji in taborišču Dachau (1943-1945). Od 1947 je poučeval na Pedagoški akademiji v Ljubljani, od 1950 je bil docent za zoologijo z osnovami evolucije na Biotehniški fakulteti v Ljubljani. Sodeloval je pri pripravi  osnovnošolskih in srednješolskih učbenikov za zoologijo ter pisal strokovna dela s področja splošne biologije in ontogenije rib.